# Vasticardium mendanaense
Vasticardium mendanaense is een tweekleppigensoort uit de familie van de Cardiidae. De wetenschappelijke naam van de soort is voor het eerst geldig gepubliceerd in 1897 door G.B. Sowerby III.